# 11409 Горкгаймер
11409 Горкгаймер (11409 Horkheimer) — астероїд головного поясу, відкритий 19 березня 1999 року.
Тіссеранів параметр щодо Юпітера — 3,185.